# Белегра
Белѐгра (на италиански: Bellegra) е малко градче и община в Централна Италия, провинция Рим, регион Лацио. Разположено е на 815 m надморска височина. Населението на общината е 3008 души (към 2010 г.).